# Avni Behluli
Avni Behluli, nacido en 1960 en Breznicë (Bujanocit) , es un escultor albanés.

## Datos biográficos
Avni Behluli, nacido en 1960 en Breznicë de la provincia de Bujanocit, población en el sur de la antigua Yugoslavia, actual Serbia, muy cerca de la frontera de Albania.
Estudiante de la Academia de Bellas Artes de Pristina hasta1986 , siendo alumno del profesor Agim Çavdarbasha. Prosigue sus estudios de postgrado bajo la tutela del mismo profesor hasta 1998. Es miembro del grupo SHAFK desde 1987.

### Exposiciones
1988 - Teatro Foajeu, Gjilan,
1989 - Centro Médico, Gjilan, 
1990 - Shtambuk Gallery, Split, 
1995 - Coffee-Time Gallery, Pristina
1996 -Kafe-Galeri Evergrin, Pejë;
Kafe-Galeri Apolonia, Pejë
Galería Rada, Prizren. Pristina,
Exposiciones Colectivas: 
1988.1989 - Salón de Otoño, Pristina, 
1995, 1998, 2000 - Salón de Primavera de Kosovo, Pristina.
Premios: 
1987 - premio en el Salón de la Juventud, Pristina,
1994 - Premio de los desplazamientos,
1995, 1996, 1998 - premio de escultura de enero, Gjilan. 